# Lucius Iulius Frugi
Lucius Iulius Frugi war ein im 2. Jahrhundert n. Chr. lebender römischer Politiker.
Iulius Frugi war um 113/114 bis 114/115 Statthalter (Legatus Augusti pro praetore) in der Provinz Lycia et Pamphylia. Durch Militärdiplome, die unter anderem auf den 5. Juli 115 datiert sind, ist belegt, dass er 115 zusammen mit Publius Iuventius Celsus Suffektkonsul war; die beiden übten dieses Amt für vier Monate, vom 1. Mai bis zum 31. August, aus.
In der früheren prosopographischen Forschung wurde der in Inschriften genannte Iulius Frugi meist als Tiberius Iulius Frugi rekonstruiert (d. h. mit dem Praenomen Tiberius versehen), und der Statthalter und der Konsul für zwei verschiedene Personen gehalten. Dies ließ sich jedoch mit neuen Militärdiplomfunden als wahrscheinlich falsch erweisen.